# 中国航空集団
中国航空集団（ちゅうごく-こうくう-しゅうだん）は中華人民共和国に本社をおく国営企業で、航空投資会社。略称は中航集団、CNAH。中国国際航空と中国南西航空、中国航空（1984年香港にて設立の中國航空股份有限公司）が2002年10月に合併し設立。

## 概要
中国国際航空の100％子会社である。キャセイパシフィック航空に7.3％、マカオ航空に51％の出資をしている。この結果、下記の航空会社が中航集団を中心にグループ化されている。
- 中国国際航空 (キャセイパシフィック航空に10.2％出資)
- キャセイパシフィック航空 (中国国際航空に20％出資)
  - キャセイドラゴン航空 (キャセイパシフィック航空の100％子会社)
- マカオ航空

2007年9月、中国東方航空へ出資、買収する計画を公表したが、2008年2月に拒否されたと伝えられる。

## 沿革

### 起源
1930年に中華民国交通部とアメリカン航空の合弁によって設立された航空会社中国航空公司は、第2次大戦後、国共内戦が始まると国民党軍の軍事輸送を担っていた。1948年に戦況が国民党の不利に転じ、本拠地を上海から香港に移転。そうした中、1949年には中国共産党が水面下で中国航空公司と中央航空公司（元の独中合弁企業欧亜航空）交渉、両航空会社は中華人民共和国成立から1カ月後に中国共産党政府ヘの支持を発表し航空機を香港啓徳空港から北京・天津に移し（両航事件）、人民革命軍事委員会のもとに設置された中国民用航空局に機材と技術を提供した。その後まもなく、中央航空公司とともに中国航空公司は国営化された。
1988年に、商用事業と規制当局の分離が発表され、商用航空事業を独占していた中国民用航空局から分離され中国国際航空や他の航空会社が設立された。
かつて解散していた法人である中国航空（中國航空股份有限公司）が1984年に香港で外資系企業として再登記された。1991年に中国国内にて再登記され、中国民用航空局が79%、中国国際航空、中国東方航空、中国南方航空がそれぞれ7%の株式を保持した。
2002年にこの中国航空（中國航空股份有限公司）が中国国際航空と中国南西航空と合併し、新会社「中国航空集団公司」が設立された。

### 中国航空集団

一旦解散した会社のものと似た、中国航空集団と中国航空股份有限公司のロゴ

中国航空集団公司は1984年以降香港返還後も、英国の窓口企業として機能し、2007年8月まで事業を継続した。香港ではとして、いくつかの子会社が設立されている。1992年8月に中国航空股份有限公司（香港）が設立され、その後中国航空（集団）公司が1995年6月に設立され、元の中国航空のロゴと似たロゴを使用していた。
中国航空は一時、ドラゴンエアーと香港LSGルフトハンザサービスの大部分を所有していた。ジャーディン空港サービス（Jardine Aviation Services Limited（JASL）、怡中航空服務有限公司）の50%以上の株式と共に、それらの所有権は公開企業中航興業（China National Aviation Company Limited、1997年に登記）に移管された。その代わり、中航興業の69%を中国国際航空が所有した（後に中国航空（集団）が買収した）。ドラゴンエアーの株式（43.2%）はキャセイパシフィックに2006年に買収され、中航興業も2007年に買収され民営化された。2008年6月、JASLの株式の半数を中国国際航空から中国航空集団に売却。
ドラゴンエアーは2016年の時点でキャセイパシフィックの100%子会社だったが、中国国際航空は現在、中国航空集団の子会社でありながら、キャセイパシフィックと相互所有の関係にある。
2021年1月に、アメリカ合衆国政府は中国航空集団公司を「中国人民解放軍の所有監督下に置かれている」とし、そのためアメリカ企業やアメリカ人による出資を大統領令で禁止した。

## 参照
1. ↑  http://portal.xfnj.com/msn/component/option,com_xfn_detail/Itemid,35/action,detail/id,06163048/
2. ↑  Hong Kong Companies Registry
3. ↑  History (1949–1992) China National Aviation Corporation Group (in Chinese)
4. 1 2  History (1992–1995) China National Aviation Corporation Group (in Chinese)
5. ↑  History (1996–1998) China National Aviation Corporation Group (in Chinese)
6. ↑  “2005 Annual Report (part 5)”. Air China Limited & China National Aviation Company Limited.   Hong Kong Stock Exchange (2006年5月2日). 2017年1月25日閲覧。
7. ↑  “Joint Announcement & Resumption of Trading”. Air China Limited, China National Aviation Company Limited, Cathay Pacific, CITIC Pacific & Swire Pacific.   Hong Kong Stock Exchange (2006年6月9日). 2017年1月25日閲覧。
8. ↑  “Proposed Pre-Conditional Privatisation of China National Aviation Company Limited by Air China Limited”. Air China Limited & China National Aviation Company Limited.   Hong Kong Stock Exchange (2006年6月22日). 2017年1月25日閲覧。
9. ↑  “PROPOSED PRIVATIZATION OF CHINA NATIONAL AVIATION COMPANY LIMITED BY AIR CHINA LIMITED”. Air China Limited & China National Aviation Company Limited.   Hong Kong Stock Exchange (2007年1月25日). 2017年1月25日閲覧。
10. ↑  “2008 Annual Report”. Air China Limited.   Hong Kong Stock Exchange (2009年4月23日). 2017年1月25日閲覧。
11. ↑  Stone, Mike; Alper, Alexandra; Brunnstrom, David (2021年1月14日). “Trump administration takes final swipes at China and its companies” (英語). Reuters 2021年1月14日閲覧。